# Para no olvidar
Para no olvidar es el segundo recopilatorio lanzado por la banda Los Rodríguez en el año 2002. Este sustituye al ya lanzado Hasta luego, que lo supera ampliamente en ventas, cuando la banda se disolvió en el año 1996.
En este disco se incluye también un DVD en el que se puede encontrar material del grupo como videoclips, imágenes inéditas y presentaciones en vivo.

## Lista de canciones

### CD1
1. Diez años después (3:36)
2. Sin documentos (4:45)
3. Aquí no podemos hacerlo (4:36)
4. Para no olvidar (3:54)
5. Dulce condena (4:39)
6. Engánchate conmigo (Vivo) (5:08)
7. Milonga del marinero y el capitán (3:26)
8. Me estás atrapando otra vez (5:09)
9. Palabras más, palabras menos (3:31)
10. Mi enfermedad (Versión 96) (3:33)
11. Mi rock perdido (4:23)
12. 7 segundos (2:57)
13. Salud (dinero & amor) (3:25)
14. Mucho mejor (3:52)
15. Extraño (4:02)
16. Canal 69 (Vivo con Fito Páez) (3:03)
17. Copa rota (5:25)
18. Todavía una canción de amor (4:56)

### CD 2
1. Peor es nada (Demo ‘90)
2. Algo se está rompiendo (Demo ‘92)
3. Hablando solo (Inédita)
4. No estoy borracho (Las Ventas ’93)
5. Boogie de los piratas (Las Ventas ’93)
6. Canal 69 (Las Ventas ’93)
7. Adiós, amigos, adiós (Las Ventas ’93)
8. Especies que desaparecen (Las Ventas ’93)
9. Sin documentos (Las Ventas ’93)
10. Todo es mentira (Inédita)
11. El profesional (Inédita)
12. Tan solos (Inédita)
13. That's life (Acústica)
14. Aquí no podemos hacerlo (Acústica)
15. La mujer de un amigo (En vivo ’96)

### Contenido de DVD
Videoclips:
- Sin documentos
- Salud (dinero y amor)
- Milonga del marinero y el capitán
- Palabras más palabras menos
- Mi enfermedad

Recopilación de imágenes inéditas:
- 1990-1991: El año de "Buena Suerte"
- Hay camisetas para todos

En vivo:
- No estoy borracho - Las Ventas 7/9/93
- That's life - Shhhh 15/3/96
- Aquí no podemos hacerlo - Las Ventas 4/9/96
- Para no olvidar - Las Ventas 4/9/96
- Una forma de vida - Las Ventas 4/9/96
- My way - Las Ventas 4/9/96